# هوانگ سونگ اون
هوانگ سونگ اون (کره‌ای: 황승언؛ زادهٔ ۳۱ اکتبر ۱۹۸۸) بازیگر، مدل و خواننده اهل کره جنوبی است. او عضو گروه موسیقی مختلط تمپروری آیدلز زیر نظر وای‌جی انترتینمنت بود. او در فیلم‌ها، مجموعه‌های تلویزیونی ورایتی شوها و موزیک ویدئوهای مختلفی حضور پیدا کرده‌است.